# Американское Самоа на летних Олимпийских играх 2024
Олимпийская сборная Американского Самоа на летних Олимпийских играх 2024 года была представлена 2 спортсменами в 2 видах спорта. Оба спортсмена — Филоменалеониса Якопо и Мика Масей — стали знаменосцами команды на церемонии открытия.

## Состав сборной
Лёгкая атлетика
1. Филоменалеониса Якопо[англ.]

 Плавание
1. Мика Масей[англ.]

## Результаты соревнований

### Водные виды спорта

#### Плавание
Американское Самоа получило одно универсальное место для участия своих спортсменов в соревнованиях по плаванию на Играх в Париже.
Мужчины
| Спортсмен  | Дистанция              | Предварительный раунд | Предварительный раунд | Предварительный раунд | Полуфинал            | Полуфинал            | Полуфинал            | Финал                | Финал                |
| Спортсмен  | Дистанция              | Заплыв                | Результат             | Место                 | Заплыв               | Результат            | Место                | Результат            | Место                |
| ---------- | ---------------------- | --------------------- | --------------------- | --------------------- | -------------------- | -------------------- | -------------------- | -------------------- | -------------------- |
| Мика Масей | 100 м брассом, мужчины | 1                     | 1:05,95               | 34                    | завершил выступление | завершил выступление | завершил выступление | завершил выступление | завершил выступление |

### Лёгкая атлетика
Американское Самоа получило одно универсальное место для участия своих спортсменов в соревнованиях по лёгкой атлетике на Играх в Париже.
В предварительном забеге, несмотря на занятое 8-е место, спортсменка установила личный, а также национальный рекорд на дистанции 100 метров.
Женщины
| Спортсмен             | Дисциплина        | Предварительный раунд | Предварительный раунд | Предварительный раунд | Четвертьфиналы        | Четвертьфиналы        | Четвертьфиналы        | Полуфиналы            | Полуфиналы            | Полуфиналы            | Финал                 | Финал                 |
| Спортсмен             | Дисциплина        | Забег                 | Время                 | Место                 | Забег                 | Время                 | Место                 | Забег                 | Время                 | Место                 | Время                 | Место                 |
| --------------------- | ----------------- | --------------------- | --------------------- | --------------------- | --------------------- | --------------------- | --------------------- | --------------------- | --------------------- | --------------------- | --------------------- | --------------------- |
| Филоменалеониса Якопо | бег на 100 метров | 2                     | 12,78                 | 8                     | завершила выступление | завершила выступление | завершила выступление | завершила выступление | завершила выступление | завершила выступление | завершила выступление | завершила выступление |